# Michael B. Sherfield
Michael B. Sherfield (* 21. August 1947 in Brooklyn, New York City, New York; † 22. Mai 2000 in Jacksonville, Duval County, Florida) war ein Generalmajor der United States Army. Er war unter anderem Kommandeur der 2. Infanteriedivision.

## Leben
Im Jahr 1967 gelangte Sherfield in das Offizierskorps des US-Heeres. In der Armee durchlief er anschließend alle Offiziersränge vom Leutnant bis zum Zwei-Sterne General. In seinen jüngeren Jahren absolvierte er den für Offiziere in den niederen Rangstufen üblichen Dienst in unterschiedlichen Einheiten und Standorten. Dazu gehörten auch Aufgaben als Stabsoffizier in verschiedenen Hauptquartieren.
Im Jahr 1968 war er zunächst als Zugführer und dann als Stabsoffizier bei der 101. Luftlandedivision im Vietnamkrieg eingesetzt. In den folgenden Jahren war er unter anderem Stabsoffizier in Europa bei der United States Army Europe. Die gleiche Funktion übte er beim Heeresministerium aus. Zudem war er mehrfach in Südkorea eingesetzt. Dort gehörte er zumeist Einheiten der 2. Infanteriedivision an. Im weiteren Verlauf kommandierte er die 3. Brigade dieser Division.
Von 1992 bis 1993 war er Stabsoffizier im Verteidigungsministerium der Vereinigten Staaten und in den Jahren 1993 bis 1995 gehörte er erneut dem Stab der 101. Luftlandedivision an. Danach kommandierte er bis 1997 in Fort Polk in Louisiana das Joint Readiness Training Center. Zwischen Mai 1997 und September 1998 war er als Nachfolger von Tommy Franks Kommandeur der 2. Infanteriedivision in Südkorea, in der er zuvor bereits mehrfach in anderen Funktionen tätig gewesen war. Im September 1998 übergab er dieses Kommando an seinen Nachfolger Robert F. Dees. Im September 1999 ging er in den Ruhestand.
Michael Sherfield starb am 22. Mai 2000 in Jacksonville in Florida und wurde auf dem dortigen Edgewood Cemetery beigesetzt.

## Orden und Auszeichnungen
Michael Sherfield erhielt im Lauf seiner militärischen Laufbahn unter anderem folgende Auszeichnungen:
- Army Distinguished Service Medal
- Silver Star
- Legion of Merit
- Bronze Star Medal
- Air Medal
- Army Commendation Medal
- Purple Heart